# Nedjitef
Nedjitef ist die Bezeichnung einer altägyptischen Gottheit, die sich in der ägyptischen Mythologie nach Einführung des Re-Kultes von einer Himmelsgottheit zum Totengott wandelte. 

## Hintergrund

### Frühzeit bis Mittleres Reich
Nedjitef ist bereits im Alten Reich als Epitheton des Horus gut belegt. Da der König (Pharao) im Alten Bereich als lebender Horus auftrat, übernahm der König ergänzend das Wirken von Nedjitef. Im Mittleren Reich wurde Nedjitef mit der Bezeichnung des im Königspapyrus Turin genannten Königs Semerchet als Gefährte der Götter in Verbindung der Semsu gleichgesetzt.

### Neues Reich und Spätzeit
Nedjitef trat im Neuen Reich in mehreren Erscheinungsformen auf, beispielsweise als Harsiese, der kindliche Horus als Sohn des Osiris und der Isis. In einer weiteren Gleichsetzung verweist Nedjitef als Horus Iunmutef mit dem zusätzlichen Titel Sa-meref auf seine Funktion des Öffners der Wege in die Duat beziehungsweise auf seine göttliche Tätigkeit des familieren Pfeilers als junger Horus von Chemmis gegenüber seiner Mutter Isis in Chemmis. In der Spätzeit wirkte Nedjitef als Re-Horus. 

### Griechisch-römische Zeit
In der griechisch-römischen Zeit folgten im Hinblick auf die ägyptische Mythologie ergänzende Verschmelzungen mit Iunmutef und Min-Horus. Nedjitef führte deshalb die weiteren Titel: Der König ist wie er, Der König ist sein Erbe, Sohn der Isis, Der König ist sein lebendes Abbild, Der seinen Vater Osiris beschützt, Für den Verstorbenen wird das Königtum als Sameref prophezeit, Er bringt die Feinde zu Fall, Er umhüllt den, der ihn erschaffen hat, Er soll die Bas auf dem Weg in die Duat begleiten und Er soll für den Wasserbedarf der Totengeister sorgen. 
Nedjitef wurde zudem als das neugeborene Götterkind angesehen und fungierte als Tempelgott des neunten oberägyptischen Min-Gaues. In diesem Zusammenhang trat Nedjitef im Namen des Behedeti vom unterägyptischen Gau des Geschlachteten auf. Die Stadt Edfu galt als sein Thronsitz. 

## Darstellungen
Im Neuen Reich ist Nedjitef als stehender Gott mit herabhängenden Armen abgebildet. Während der Spätzeit tritt ergänzend seine Darstellung als stehender Gott mit Messern in den Händen hinzu. 
Die Ikonografie der griechisch-römischen Zeit ist vielschichtig und zeigt Nedjitef einerseits gemeinsam mit Iunmutef als menschengestaltig-stehende Gottheit, die als weitere Attribute die Jugendlocke und den Pantherfellumhang aufweist; andererseits auch als falkenköpfiger Mensch oder auch als falkenköpfige Mumie.